# Episema osseata
Episema osseata är en fjärilsart som beskrevs av Culot. Episema osseata ingår i släktet Episema och familjen nattflyn. Inga underarter finns listade i Catalogue of Life.